# Alejandro Fernández
Alejandro Fernández Abarca (Guadalajara, 1971. április 24. –) mexikói énekes. Vicente Fernández rancheraénekes fia. Kezdetben hagyományos mexikói zenei zenékre szakosodott, mint például a ranchera és a mariachi, majd áttért a latin popra.

## Diszkográfia
- Rompiendo fronteras (2017)
- Confidencias (2013)
- Dos Mundos Evolución, Dos Mundos (Tradición) (2009)
- Viento a favor (2007)
- A corazón abierto (2004)
- Zapata: el sueño del héroe (2004)
- Niña amada mía (2003)
- Orígenes (2001)
- Entre tus brazos (2000)
- Mi verdad (1999)
- Me estoy enamorando (1997)
- Muy dentro de mi corazón (1996)
- Que seas muy feliz (1995)
- Grandes éxitos a la manera de Alejandro Fernández (1994)
- Piel de niña (1993)
- Alejandro Fernández (1992)

## Filmográfia
- 2004: Zapata: el sueño del héroe
- 1991: Mi querido viejo